# Wasserdörfer
Wasserdörfer ist eine Bezeichnung der Dörfer Hassel, Hastedt, Hemsbünde und Worth im Landkreis Rotenburg/Wümme. Der Ursprung des Namens liegt in den beiden Flüssen Rodau und Wiedau, die in Rotenburg in die Wümme münden. Im Jahre 1773 schrieb Johann Hinrich Pratje dazu:

„… das Kirchspiel Rotenburg besteht aus dem Flecken Rotenburg und vier Dörfern, welche, weyl sie bey großen Regengüssen, und im Winter, da die Flüsse leicht austreten, dergestalten mit Wasser umgeben werden, daß man auch nicht einmal mit einem Wagen von einem Dorf zum anderen kommen kann, Wasserdörfer genannt zu werden pflegen, Bey trockener Witterung sind sie dagegen mit gutem Wiesenwuchs versehen. …“